# Rountzenheim
Rountzenheim (en alsacià Runzenem) és un municipi francès, situat a la regió del Gran Est, al departament del Baix Rin. L'any 1999 tenia 976 habitants.
Forma part del cantó de Bischwiller, del districte de Haguenau-Wissembourg i de la Comunitat de comunes del Pays Rhénan.

## Demografia
| 1962 | 1968 | 1975 | 1982 | 1990 | 1999 |
| ---- | ---- | ---- | ---- | ---- | ---- |
| 733  | 744  | 807  | 797  | 845  | 976  |

## Administració
| Període | Identitat           | Partit | Qualitat |  |
| ------- | ------------------- | ------ | -------- |  |
| 2001-   | Jean-Jacques Heintz |        |          |  |